# Kunszentmárton
Kunszentmárton este un oraș în districtul Kunszentmárton, județul Jász-Nagykun-Szolnok, Ungaria, având o populație de 9.040 de locuitori (2011). 

## Demografie
Componența etnică a orașului Kunszentmárton
     Maghiari (97,55%)
     Romi (1,56%)
     Necunoscut (0,27%)
     Alții (0,62%)
Componența confesională a orașului Kunszentmárton
     Romano-catolici (37,07%)
     Fără religie (24,25%)
     Reformați (4,67%)
     Atei (1,28%)
     Necunoscută (32,36%)
     Alte religii (1,01%)
Conform recensământului din 2011, orașul Kunszentmárton avea 9.040 de locuitori. Din punct de vedere etnic, majoritatea locuitorilor (97,55%) erau maghiari, cu o minoritate de romi (1,56%). Apartenența etnică nu este cunoscută în cazul a 0,27% din locuitori. Nu există o religie majoritară, locuitorii fiind romano-catolici (37,07%), persoane fără religie (24,25%), reformați (4,67%) și atei (1,28%). Pentru 32,36% din locuitori nu este cunoscută apartenența confesională.